# Lupo del Friuli
Lupo (... – 663) è stato un duca longobardo, duca del Friuli dal 662 al 663, anno della sua morte.

## Biografia
Appena salito al trono, probabilmente per nomina di Grimoaldo, attaccò con un gruppo di cavalieri l'isola di Grado, dove risiedeva il patriarca cattolico che si opponeva a quello tricapitolino di Aquileia, depredò l'isola e riportò ad Aquileia i tesori del patriarcato che le devano legittimità, in un contesto in cui la chiesa veneta poteva divenire la chiesa nazionale longobarda staccandosi da quella romana.
Quando, alla fine del 662 o all'inizio del 663, re Grimoaldo, figlio del predecessore di Lupo Gisulfo II del Friuli, partì per Benevento, affidò al duca il suo palazzo a Pavia, nominandolo quindi reggente. Qui Lupo si comportò "con insolenza" (riporta Paolo Diacono nella sua Historia Langobardorum) pensando che il re non sarebbe rientrato dalla spedizione nella Langobardia Minor. Al ritorno di Grimoaldo, Lupo, conscio che quello che aveva fatto non sarebbe piaciuto al re, rientrò nel suo ducato e si ribellò al re. Il sovrano, restio a scatenare una guerra civile, chiese al re degli Avari di attaccare il ducato ribelle; la battaglia, combattuta nella località di Flovio, durò quattro giorni e terminò con l'uccisione di Lupo nel campo di battaglia. I superstiti si chiusero nei vari castelli; gli invasori devastarono il Friuli per giorni, finché Grimoaldo non chiese loro di porre fine alle devastazioni. Gli Avari, però, attraverso degli ambasciatori, si rifiutarono di ritirarsi: il re, a questo punto, marciò verso il Friuli contro di essi. Grimoaldo continuava ad essere politicamente isolato, ed aveva quindi a disposizione pochi uomini. Egli quindi ingannò gli Avari, facendogli credere di disporre numerose truppe: egli infatti vestì e armò i suoi uomini in modo diverso, facendogli marciare più giorni. Gli Avari, sentendosi minacciati, tornarono quindi in Pannonia.
Alla successione al trono ducale aspirò inutilmente suo figlio Arnefrido. Dopo la morte di Lupo, Grimolado fece sposare la di lui figlia Teoderada con il proprio figlio Romualdo, duca di Benevento.
Gli successe quindi Vectari, contrastato dal figlio di Lupo Arnefrido.
Secondo il genealogista seicentesco Ippolito Calandrini, Lupo del Friuli fu discendente di un fratello di san Lupo di Troyes. Da un figlio di Lupo del Friuli, Sisulfo o Gisulfo, discenderebbe, sempre secondo Calandrini, la famiglia dei Meli Lupi di Soragna.